# Johann Neumann
Johann Neumann, född 10 september 1949 i Wien, är en österrikisk-svensk skådespelare som kom till Sverige 1969, där han fick en roll på Dramaten. Till de större roller han gjort hör skurken Ödlan i filmen Jönssonligan på Mallorca. Omkring år 2001/2002 spelade Neumann kronofogde i TV-serien Vita lögner, men han är kanske mest känd som "Iprenmannen", eftersom han spelade värktablett i en serie reklamfilmer för medlet Ipren 1999 och tio år framåt. Under 2009 blev han ansikte för TV-programmet Raw Comedy Club, där han skrattar så mycket att han exploderar och bildar tv-programmets logotyp, med "blodstänk".
I SVT-programmet När livet vänder (säsong 4, avsnitt 1, mars 2016) berättade han om sin svåra uppväxt i en by i Österrike. På grund av hormonbrist var han ovanligt kort vilket gjorde livet svårt. Han placerades i tvättkorgen då familjen fick fint besök och kröp in i hundkojan för att få omtanke och närhet av varghunden på gården. Efter skolan inhystes han på en bordell då han gick på urmakarskola i Wien. Hans farmor stoppade föräldrarna från att sälja honom till en cirkus som passerade förbi. Johann Neumanns liv vände då han år 1969 kom till Sverige och fick sin första roll på Dramaten. Där träffade han Eva som blev en extramamma och som lade sina besparingar på att han skulle få experimentell hormonbehandling.

## Övrigt
Neumann är 150 cm lång och kortheten har han haft nytta av bland annat då han har spelat Iprenmannen. Han är även utbildad konservator och urmakare.
Den 30 december 2009 var han värd i Sveriges radios serie Vinter i P1.

## Filmografi
- 1976 – Hallo Baby – liten man på gatan i Gamla stan
- 1986 – Bödeln och skökan – gäst på horhuset
- 1987 – Födelsedagen
- 1988 – Korpens skugga – Leonardo
- 1989 – Jönssonligan på Mallorca – Ödlan
- 2001 – Vita lögner (TV-serie)[1]
- 2001 – En fot i graven (TV-serie)
- 2001 – Puder – kostymör
- 2010 – Between 2 Fires – Jon

## Teater

### Roller (ej komplett)
| År   | Roll      | Produktion                 | Regi        | Teater   |
| ---- | --------- | -------------------------- | ----------- | -------- |
| 1990 | Luxemburg | Carl XII August Strindberg | Jan Bergman | Dramaten |

### Fotnoter
1. 1 2  https://www.youtube.com/watch?v=9LktUYnqQuc
2. ↑  ”Säsong 4, avsnitt 1”. När livet vänder. SVT. Arkiverad från originalet den 8 april 2016. https://web.archive.org/web/20160408094444/http://www.svtplay.se/video/6997693/nar-livet-vander/nar-livet-vander-sasong-4-avsnitt-1. Läst 11 mars 2016.
3. ↑  Malin Collin (9 mars 2016). ”"Neumanns liv är mycket större än som en sjungade värktablett"”. Expressen. http://www.expressen.se/noje/kronikorer/malin-collin/neumanns-liv-ar-mycket-storre-an-som-en-sjungade-varktablett/. Läst 11 mars 2016.
4. ↑  Nylander, Sara. ”Johann ”Iprenmannen” Neumann: Mina föräldrar försökte sälja mig till en cirkus”. SVT. Arkiverad från originalet den 9 juni 2016. https://web.archive.org/web/20160609220333/http://www.svt.se/nar-livet-vander/johann-ipren-mannen-neumann-mina-foraldrar-forsokte-salja-mig-till-en-cirkus/. Läst 11 mars 2016.
5. ↑  Dante Thomsen (9 mars 2016). ”"Mina föräldrar ville sälja mig till cirkus"”. Expressen. http://www.expressen.se/noje/mina-foraldrar-ville-salja-mig-till-cirkus/. Läst 11 mars 2016.
6. ↑  ”Vinter i P1 med Johann Neumann”. Sveriges Radio. http://sverigesradio.se/sida/avsnitt/418101?programid=2071. Läst 9 mars 2016.
7. ↑  Daniel Thomsen (9 mars 2016). ”"Iprenmannen" om sin mörka barndom”. www.expressen.se. https://www.expressen.se/noje/mina-foraldrar-ville-salja-mig-till-cirkus/. Läst 10 oktober 2023.